# Ferdinand Charles d'Autriche (1868-1915)
 (mai 2019).
Si vous disposez d'ouvrages ou d'articles de référence ou si vous connaissez des sites web de qualité traitant du thème abordé ici, merci de compléter l'article en donnant les références utiles à sa vérifiabilité et en les liant à la section « Notes et références ».
Ferdinand Charles Louis Joseph Jean Marie d'Autriche, né à Vienne, le 27 décembre 1868 et mort à Munich, le 10 mars 1915, est un archiduc d'Autriche, petit-fils du roi Ferdinand II des Deux-Siciles et neveu de l'empereur François-Joseph Ier d'Autriche. Âgé de 41 ans, il résolut d'épouser sa maîtresse. Pour ce faire, il accepte d'être exclu de la maison de Habsbourg-Lorraine.

## Biographie

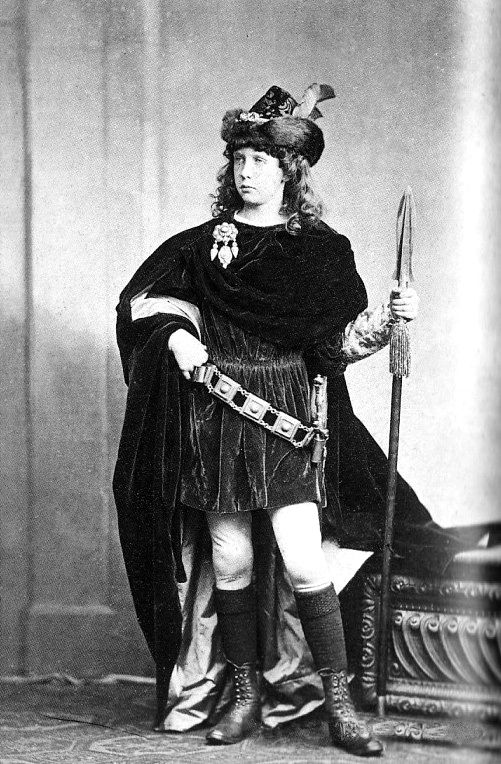
Ferdinand-Charles, enfant, dans les années 1880

Ferdinand Charles est le troisième fils de l'archiduc Charles-Louis d'Autriche, frère cadet de l'empereur François-Joseph Ier et la princesse Marie de l'Annonciation de Bourbon-Siciles.
Il est le frère cadet de l'archiduc François-Ferdinand, héritier du trône depuis 1896 et qui a contracté une union morganatique en 1900, ce qui a entraîné de nombreux problèmes en matières de protocole et de règles successorales.
Le second frère de l'archiduc Ferdinand-Charles est l'archiduc Otto. Celui-ci a certes contracté une union royale avec la princesse Marie-Josèphe de Saxe avec qui il a eu deux fils mais il a mené notoirement une vie de débauche et de scandale qui l'a rendu officieusement indigne de la couronne. Il est prématurément décédé en 1906. Ses deux fils sont dynastes et l'aîné, l'archiduc Charles François Joseph est appelé à monter sur le trône à la mort de François-Ferdinand.
La succession au trône étant assurée, en 1909, l'archiduc Ferdinand-Charles, âgé de 41 ans et quatrième dans l'ordre de succession, épouse sa maîtresse Berthe Czuber (1879–1979), fille d'Emanuel Czuber, célèbre mathématicien autrichien et professeur à Vienne.
Du fait de ce mariage, Ferdinand-Charles est exclu de la Maison impériale, démis de ses titres et dignités et doit changer de nom. Par ironie, il se fait appeler Ferdinand Burg.
Le couple n'a pas de postérité.